# Trope (Philosophie)
Eine Trope (engl.: trope) bezeichnet in der Philosophie eine partikularisierte Eigenschaft (abstract particular). Der Ausdruck wurde 1953 von Donald Cary Williams in den Sprachgebrauch der Analytischen Philosophie eingeführt.
Für dieses Konzept existieren in der Analytischen Philosophie eine Reihe weiterer, praktisch synonym gebrauchter Begriffe: abstract particulars, individual properties (Eigenschaftsindividuen), individual qualities, property instances.
Ontologien mit Tropen als Grundkategorie betrachten sich als Alternative zu nominalistischen und realistischen Versuchen, das Universalienproblem zu lösen. Haben etwa zwei Gegenstände die gleiche Farbe, so enthalten sie nach der Tropentheorie numerisch distinkte, aber exakt gleiche Farbtropen. Konkrete Einzeldinge werden häufig als Bündel von Tropen aufgefasst. Wie nominalistische Ontologien lehnen Tropentheorien die Existenz von multipel lokalisierten Entitäten, also Universalien, ab.
Die Grundgedanken der Tropen-Theorie lassen sich bis auf Aristoteles zurückführen. Auch in den Logischen Untersuchungen von Edmund Husserl nehmen sie einen prominenten Platz ein.
In den aktuellen Diskussionen innerhalb der Analytischen Ontologie hat die Tropen-Theorie viele Anhänger gefunden (Keith Campbell, Arda Denkel, D.W. Mertz, John Bacon, Peter M. Simons, Kevin Mulligan, C.B. Martin, Donald C. Williams, G. F. Stout). Campbell und LaBossiere erläutern den Unterschied zwischen Universalien und Tropen anhand von sechs Erbsen, die alle genau den gleichen Grünton haben. Während in diesem Fall für den Universalien-Realisten ein und dieselbe Farbuniversale „Grün“ sechsmal instantiiert wird, handelt es sich für den Tropen-Theoretiker um sechs Grünmomente, die sich alle exakt gleichen.